# Charioteer (lovac tenkova)
Charioteer je bio britanski lovac tenkova tijekom hladnog rata. Razvijen je i proizveden tijekom 1950-ih zbog potrebe za samohodnim protutenkovskim topovima koji bi služili u Zapadnoj Njemačkoj. Kako bi se smanjili troškovi, iskorišten je već postojeći tenk Cromwell na kojeg je montirana veća kupola kako bi u nju stao top promjera 84 mm kakvim je bio naoružan i Centurion. U lovce tenkova je prenamijenjeno oko 200 Cromwella.
U britanskoj vojsci su ostali do kraja 1950-ih, nakon čega su prodani Austriji, Finskoj, Jordanu i Libanonu.

### Zajednički poslužitelj
|  | Zajednički poslužitelj ima još gradiva o temi Charioteer (tenk) |